# Island Records
Island Records is een platenlabel afkomstig uit Jamaica. Veel bekende artiesten en bands zijn door het label gecontracteerd (Bob Marley, U2 en The Killers). Island is vooral bekend geworden in de popmuziekstijlen reggae, ska en progressieve rock. Island Records is onderdeel van Universal Music Group. Island heeft ook weer enkele sublabels waaronder 4th & Broadway, waarop hiphop en dance verschijnt. 

## Geschiedenis
Island Records werd in 1959 opgericht door Chris Blackwell op het eiland Jamaica. Vooral bands in het ska- en rocksteadygenre werden in eerste instantie gesigneerd door het label.
Omdat Jamaica te klein werd voor Island Records, verhuisde het bedrijf in 1962 naar Londen, waar ook een grote Jamaicaanse gemeenschap was. Daar probeerde Blackwell zijn platen vaak zelf per auto aan de man te brengen. Het Jamaicaanse geluid werd steeds populairder in de Londense clubs.
In 1967 besloot Blackwell zich ook te richten op progressieve rockartiesten. Bands als Traffic (met Steve Winwood) werden onder contract geplaatst. Island wist zich in deze markt een plek te veroveren en bands als Roxy Music, King Crimson, Jethro Tull en artiesten als John Cale sloten zich aan.
Bob Marley werd (tegen de adviezen van Blackwells vrienden in) in 1973 toegevoegd aan de artiestenstal van Island. Dit feit benadrukte nogmaals de Jamaicaanse afkomst van Blackwell en het bleek tevens een gouden greep te zijn. Meer reggae-artiesten sloten zich aan, zoals Steel Pulse en Aswad.
In de jaren tachtig kwamen onder anderen Grace Jones en Robert Palmer onder contract. Onder andere U2 sloot zich aan, maar die band werd pas een succes in 1983, hetgeen Blackwells geduld op de proef stelde.
In 1989 verkocht Blackwell het bedrijf aan PolyGram. Het label bleef daarna binnen PolyGram redelijk zelfstandig, maar kon niet meer te boek staan als 'onafhankelijk'. In de jaren '90 werd Island in zijn geheel opgenomen in de opvolger van PolyGram, Universal Music. Het opereert tegenwoordig louter als label, maar het is niet meer zelfstandig.
In 2008 kreeg ook Justin Bieber een platencontract bij Island Records, hetzelfde geldt ook voor Shawn Mendes in 2014. In 2015 heeft ook de band Timeflies het platenlabel verwelkomd.